# Juha Helppi
Juha Ilmari Helppi (* 4. März 1977 in Turku) ist ein professioneller finnischer Pokerspieler.
Helppi hat sich mit Poker bei Live-Turnieren mehr als 8 Millionen US-Dollar erspielt und ist damit nach Patrik Antonius der zweiterfolgreichste finnische Pokerspieler. Er ist zweifacher Braceletgewinner der World Series of Poker und gewann je einmal das Main Event der World Poker Tour sowie das High Roller der European Poker Tour.

## Persönliches
Helppi spielte das Sammelkartenspiel Magic: The Gathering. Darüber hinaus gehörte er der finnischen Paintball-Nationalmannschaft an. Vor seiner Pokerkarriere arbeitete Helppi als Croupier. Er ist Vater eines Sohnes und lebt in Helsinki.

## Pokerkarriere

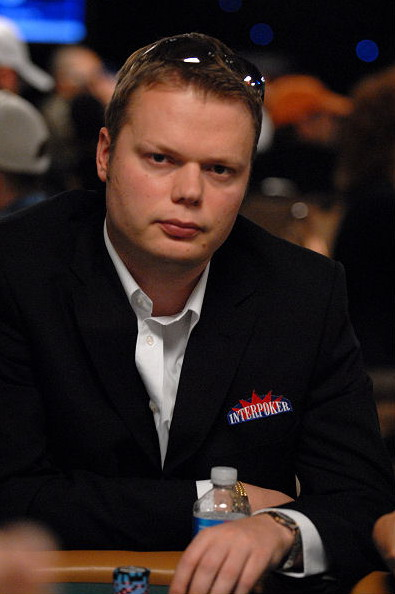
Helppi bei der WSOP 2007

### Werdegang
Seine erste Geldplatzierung bei einem Live-Turnier erzielte Helppi Mitte Dezember 2001 in Helsinki. Mitte Oktober 2002 gewann er das Main Event der World Poker Tour (WPT) in Palm Beach auf Aruba und erhielt eine Siegprämie von 50.000 US-Dollar. Im April 2003 war er erstmals bei der World Series of Poker (WSOP) im Binion’s Horseshoe in Las Vegas erfolgreich und kam bei zwei Turnieren der Variante Texas Hold’em in die Geldränge. Bei den Monte Carlo Millions belegte Helppi im November 2004 den mit 200.000 US-Dollar dotierten zweiten Platz. Ende Juli 2005 wurde er beim WPT-Main-Event in Paris ebenfalls Zweiter und erhielt über 250.000 Euro. Bei der mittlerweile im Rio All-Suite Hotel and Casino ausgespielten WSOP 2006 erreichte er erneut einen zweiten Platz und sicherte sich ein Preisgeld von rund 330.000 US-Dollar. Im März 2007 gewann der Finne die erste Austragung der PartyPoker.com Premier League, wofür er insgesamt mehr als 150.000 US-Dollar erhielt. Bei der European Poker Tour (EPT) in Deauville setzte sich Helppi im Januar 2009 beim High Roller mit einer Siegprämie von 192.000 Euro durch. Beim EPT High Roller Ende November 2010 in Barcelona, Anfang Mai 2011 in Madrid sowie Mitte Dezember 2012 in Prag saß er erneut am Finaltisch und sicherte sich Preisgelder von mehr als 430.000 Euro. Ebenfalls in Prag belegte Helppi im Dezember 2014 beim EPT Super High Roller den mit rund 270.000 Euro dotierten vierten Platz. Bei der WSOP 2015 wurde er beim Pot Limit Omaha High Roller Fünfter und erhielt knapp 250.000 US-Dollar. Ende Oktober 2015 beendete er das EPT High Roller auf Malta als Zweiter für mehr als 350.000 Euro. Beim EPT Super High Roller in Prag wurde er Mitte Dezember 2016 Dritter, was mit über 340.000 Euro prämiert wurde. Bei der WSOP 2019 gewann der Finne ein Bracelet bei der Weltmeisterschaft der Variante Limit Hold’em und erhielt eine Siegprämie von über 300.000 US-Dollar. Im Juli 2020 setzte er sich bei einem Turnier der aufgrund der COVID-19-Pandemie auf GGPoker ausgespielten World Series of Poker Online durch und erhielt rund 290.000 US-Dollar sowie sein zweites Bracelet.

### Braceletübersicht
Helppi kam bei der WSOP 54-mal ins Geld und gewann zwei Bracelets:
| Jahr   | Buy-in (in $) | Turnier                                    | Teilnehmer | Preisgeld (in $) |
| ------ | ------------- | ------------------------------------------ | ---------- | ---------------- |
| 2019 O | 10.000        | Limit Hold’em Championship                 | 118        | 306.622          |
| 2020 O | 05.000        | GGPoker.com – Pot Limit Omaha Championship | 328        | 290.286          |